# Introversione

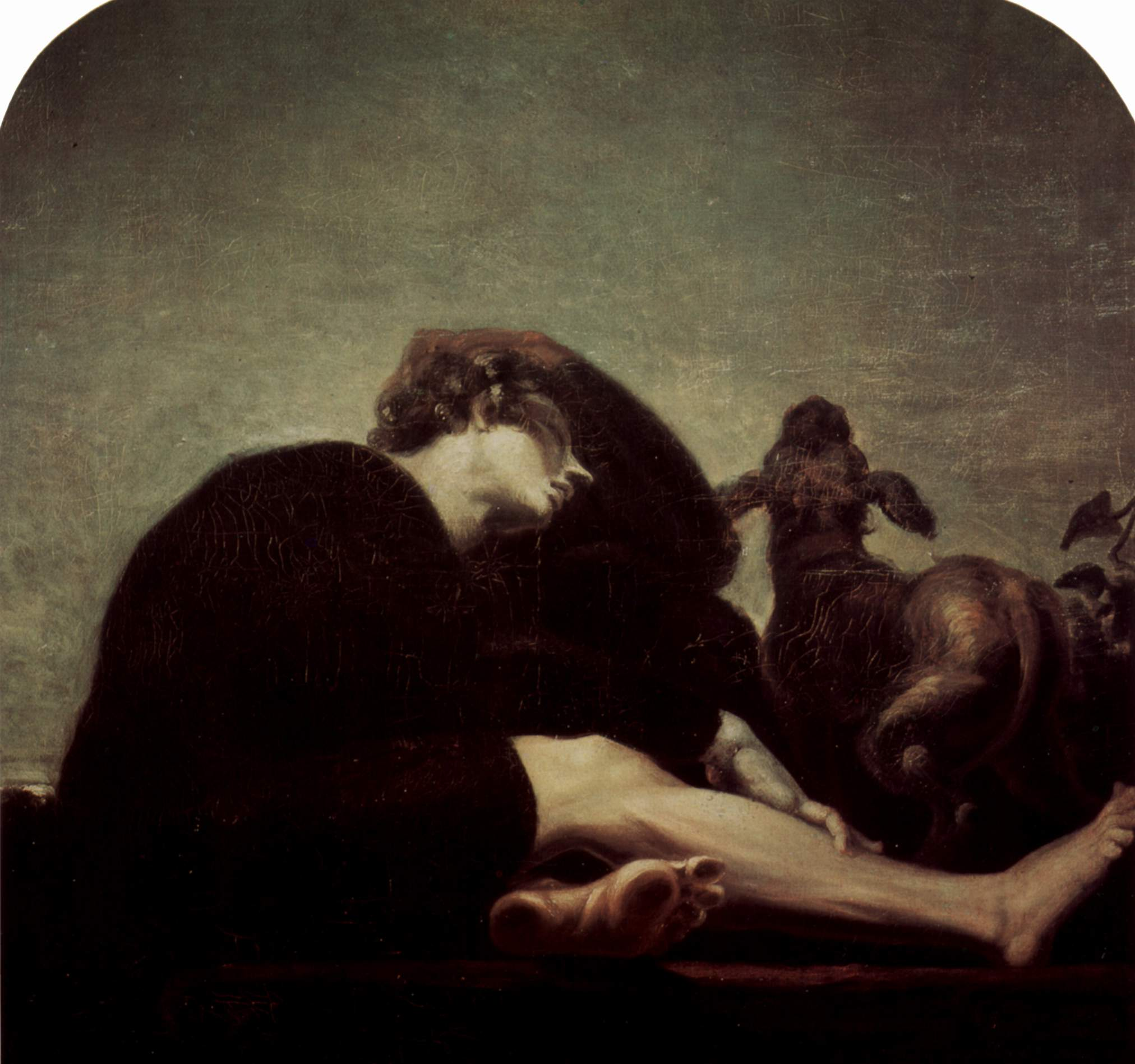
Johann Heinrich Füssli, Solitudine all'alba, 1794-1796. 95 × 102 cm

L'introversione è un orientamento tipologico della personalità caratterizzato da un ricco corredo emozionale che, comportando un rapporto con la realtà prevalentemente intuitivo ed empatico, obbliga il soggetto a interrogarsi, in maniera più o meno organizzata intellettivamente, sulla complessità che si cela dietro le apparenze, e quindi problematizza, in maniera e misura diversa, l'adattamento al mondo così com'è. Tale orientamento ha, al pari di quello estroverso, possibili risvolti negativi quanto positivi.

## Descrizione
La frequenza con cui un orientamento introverso si riscontra nella biografia di santi, scienziati, filosofi, scrittori, poeti, pittori, parecchi dei quali sperimentano anche qualche disagio psicologico, attesta che esso è ricco di potenzialità creative, ma non immune da rischi.
I rischi sono riconducibili, per un verso, all'apertura della mente sulla frontiera dei mondi e dei modi di essere possibili, che comporta una perpetua tensione emozionale e intellettuale, e, per un altro, all'interazione con l'ambiente socio-culturale, in particolare se esso esercita continue sollecitazioni nella direzione di una "normalizzazione" forzata della personalità introversa sulla base del modello dominante estroverso.
In un certo numero di soggetti, le influenze ambientali possono produrre uno sviluppo "patologico" dell'introversione sotto forma di "introvertimento", che comporta la tendenza a ripiegarsi in sé stessi, a interessarsi in modo prevalente del proprio mondo interiore, ma a differenza dell'introversione questo è più un periodo che può anche passare.

## Dualismo introversione/estroversione
La psicologia ha identificato numerosi tipi di personalità, ma l'unico dato su cui convergono gli psicologi è l'universalità del tratto dualistico estroversione/introversione.
La coscienza estroversa si confronta con il mondo esterno, su cui è affacciata attraverso i sensi, mentre la coscienza introversa si confronta con il mondo interno, che viene recepito come "sede" della propria identità, e filtra quindi attraverso il mondo interno i dati esterni, e dà loro significati soggettivi.
Questa distinzione è stata operata inizialmente dallo psichiatra e psicoanalista Carl Gustav Jung nella sua famosa opera Tipi psicologici (Psychologische Typen, anno di pubblicazione 1921). L'introversione è nella società attuale spesso vista come un tratto negativo della personalità, mentre l'estroversione viene vista come un tratto positivo. In particolare nell'introverso viene vista una persona chiusa, solitaria, poco comunicativa, timida e insicura. Giudizio spesso condiviso anche dagli stessi introversi, che vivono con una dolorosa consapevolezza la propria diversità rispetto agli altri. Questo giudizio non ha però alcuna certezza assoluta. 

## Potenziali aspetti positivi
(Albert Einstein, Come io vedo il mondo, p.19)

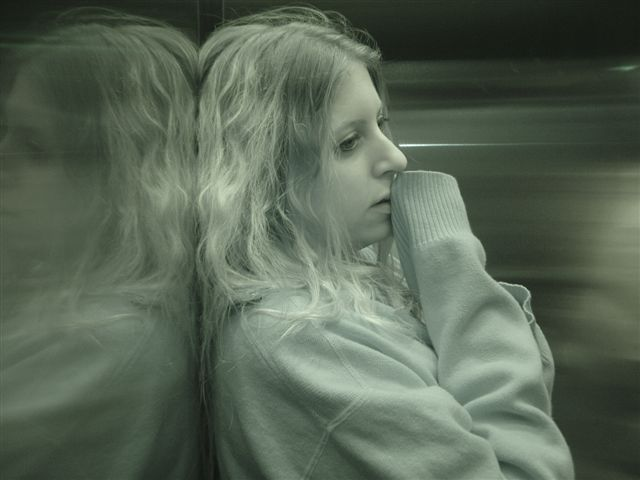
Le persone introverse hanno una forte attitudine alla riflessione, ma ciò le porta anche ad isolarsi.

Le caratteristiche che vengono individuate in un individuo introverso sono, in particolare, un corredo di emozioni molto ampio, associato a un'intelligenza vivace, che insieme comportano un alto livello di empatia degli stati d'animo e delle aspettative altrui. Tra gli altri si nota una prevalenza di principi spiccatamente idealistici, in particolare, un forte senso della giustizia, della dignità, riferimenti ad un mondo in cui i rapporti interpersonali siano il più possibile corretti e delicati. Quest'ultima qualità comporta una vocazione sociale altamente selettiva, che, per realizzarsi, richiede un elevato grado di affinità con l'altra persona, un'affettività molto intensa e la tendenza a stabilire con pochi individui rapporti molto profondi. Altri attributi del tipo introverso sono l'orientamento alla riflessione, all'introspezione e alla fantasia, e di conseguenza la predilezione per i campi intellettuali e creativi.
L'introversione non è quindi una condizione univocamente problematica, ma possiede anche aspetti positivi. Tali caratteristiche portano l'introverso a interrogarsi su se stesso, sugli altri e sul mondo, a porsi problemi per tutta la vita, cercando di risolverli e raggiungendo livelli sempre più elevati di consapevolezza e di comprensione della realtà. Questa capacità oggettivamente positiva, talvolta, se non opportunamente compresa e gestita, può essere avvertita come un disagio da alcuni introversi, che la sentono come un peso.

## Potenziali aspetti negativi
Il principale elemento che porta negli individui introversi una forte sensazione di malessere è il possibile insorgere di un senso di inferiorità rispetto agli altri. Tendendo a restringere le proprie interazioni a pochi e familiari contatti, nella socializzazione allargata possono incontrare un cattivo esito, generando e talvolta rinforzando il proprio senso di solitudine. Questo continuo confronto con gli altri induce, in alcuni di loro, a sviluppare un atteggiamento fortemente autocritico, ma allo stesso tempo anche un sentimento di frustrazione e in alcuni casi persino di disprezzo nei confronti delle persone che dimostrano superficialità e scarsa sensibilità.
Le persone di temperamento introverso hanno una naturale tendenza alla riflessione. Venendo questa spesso indirizzata verso le proprie problematiche, comporta il senso complessivo di una vita faticosa, a volte perfino dolorosa; soprattutto per la consapevolezza di sprecare la propria potenzialità intellettiva concentrandosi sui propri problemi, quando in assenza di questi si è consci di come la si potrebbe incentrare su sviluppi professionali atti al bene sia proprio che comune.
L'idealismo presente nelle personalità introverse, caratteristica che potrebbe essere sviluppata in senso positivo, porta però nella maggior parte dei casi l'individuo a immaginare un mondo nel quale gli esseri umani siano delicati e corretti, ideale che si scontra però nella maggior parte dei casi con la realtà.

### Disagio infantile

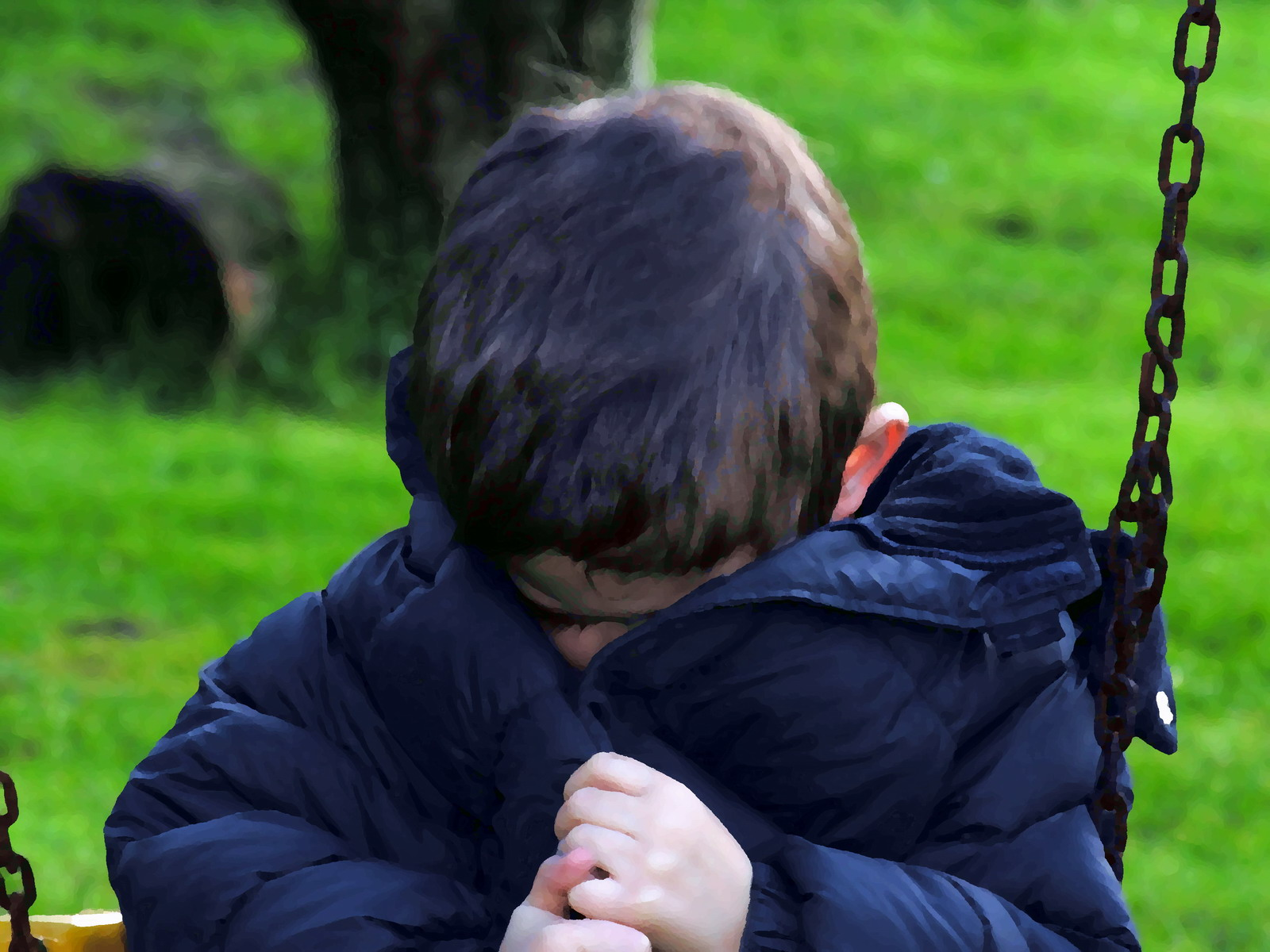
I bambini introversi sono particolarmente fragili ed aggredibili

Le persone in età infantile sono quelle più facilmente aggredibili, anche se i bambini introversi sono percentualmente minoritari rispetto agli estroversi. Inoltre vivono in un mondo, quello scolastico, che richiede una continua relazione sociale, mentre essi rimangono isolati e silenziosi. Sono sensibili e riflessivi, ma la scuola pretende una personalità competitiva; sono fantasiosi, quindi emarginati in un mondo che vuole pragmatismo e risultati rapidi. Il bambino introverso risulta essere quindi oggetto di una vera e propria discriminazione.